# Ingeborg-Psalter

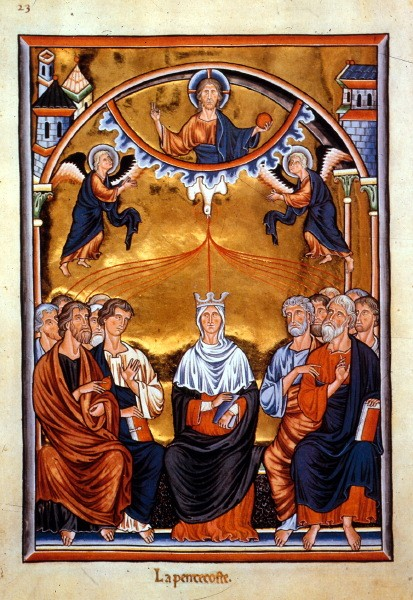
Die Ausgießung des Heiligen Geistes aus dem Ingeborg-Psalter, Chantilly, Musée Condé, Ms. 9, fol. 32v

Der Ingeborg-Psalter (französisch Le Psautier d’Ingeburge; Musée Condé Ms. 9 Olim 1695) ist ein Psalter, der um das Jahr 1200 für Ingeborg von Dänemark, die Ehefrau des französischen Königs Philipp II. Augustus, angefertigt wurde. Bei diesem prachtvollen Manuskript handelt es sich um eines der Hauptwerke der französischen Buchmalerei der frühen Gotik. Heute befindet es sich im Musée Condé in Chantilly.

## Beschreibung
Der Kodex besteht aus etwa 200 Pergamentseiten mit den Ausmaßen 30,4 × 20,4 cm. Der Einband aus Leder wurde im 19. Jahrhundert zusätzlich von einem inzwischen stark abgewetzten Einband aus violettem Samt umgeben, in den Le psaultier fu Saint Loys eingestickt ist, eine Kopie eines handschriftlichen Eintrags auf der letzten Kalenderseite. Das Buch ist sehr gut erhalten.
Die ersten fünf Lagen enthalten einen Kalender und 27 Seiten mit Buchmalereien mit Goldgrund. Die bemalten Seiten sind auf der Rückseite jeweils leer gelassen. Erst danach beginnt der eigentliche Psalter. Jeder Psalm und jedes Gebet wird mit einer Initiale eingeleitet. Der Text der 150 Psalmen folgt der lateinischen Vulgata und umfasst 167 Seiten. Er ist in der sogenannten littera psalteralis, einer um 1200 verwendeten Buchschrift, geschrieben. Die Buchstaben sind so einheitlich und kalligraphisch qualitätsvoll gestaltet, dass nicht unterschieden werden kann zwischen verschiedenen Schreibern. Liturgische Gebete schließen das Buch ab. Sie waren ursprünglich mit femininen Flexionsformen formuliert, was an einigen Stellen von einem späteren männlichen Benutzer geändert wurde.

### Kalender
Die zwölf Kalenderseiten enthalten jeweils einen Monat, bei dem Feier-, Heiligen- und Gedenktage eingetragen sind. Es handelt sich um einen ewigen Kalender, bei dem anstelle der Wochentage Buchstaben von A bis F eingetragen sind. Als Überschrift für jeden Monat dient ein Hexameter, der die Zahl der Tage nennt. Das Kalendarium folgt dem damals üblichen Schema der Heiligenkalender. Für die Schrift wurden vier Farben, neben schwarzer Tinte blau, rot und gold, verwendet, wobei die mit D[ies] eg = dies Ægyptiaci (= ägyptische Tage) bezeichneten Unglückstage rot markiert sind. Die mit Gold notierten Heiligenfeste sind von dem Maler der Medaillons in das bereits angelegte Schema nachgetragen. Einige wenige nekrologische Einträge (s. u.) wurden später von Ingeborg oder ihrem Schreiber eingefügt.
Auf jeder Seite befinden sich zwei Miniaturen in einem runden Rahmen auf Goldgrund, das Tierkreiszeichen, das jeweils neben dem Tag eingefügt ist, an dem die Sonne in das entsprechende Sternbild eintritt, und eine zum Monat passende Alltagsszene, beispielsweise die Schafschur im Juni und das Keltern des Weines im September.

### Miniaturen
Die insgesamt 51 halb- und ganzseitige Miniaturen im frühgotischen Stil stehen weder inhaltlich noch formal im Zusammenhang zu den Texten, sondern bilden eine für sich abgeschlossene Bilderbibel, die neben Szenen aus dem Leben Jesu auch vier alttestamentliche Szenen und einen Zyklus mit sechs Bildern, die sich auf die Verehrung der Gottesmutter Maria beziehen, enthält. Jede Bildseite ist von einem Rahmen umgeben, der dort, wo zwei oder drei Bilder auf einer Seite stehen, diese voneinander trennt. Der Goldgrund ist in einigen Bilder durch Punzenmuster verziert.
Sie zeigen:
- fol. 10v: oben und unten: Abraham und die drei Männer/Engel, im Hintergrund jeweils Sara.
- fol. 11r: oben: Abraham und Isaak auf dem Weg zur Opferung; unten: Bindung Isaaks.
- fol. 12v: oben: Mose vor dem brennenden Dornbusch; unten: Mose auf dem Berg Sinai.
- fol. 13r: oben: Anbetung des Goldenen Kalbs; unten: Mose zerschmettert die Gesetzestafeln.
- fol. 14v: ganzseitig: Wurzel Jesse.
- fol. 15r: oben links: Verkündigung des Herrn; oben recht: Maria bei Elisabeth; unten: Christi Geburt.
- fol. 16v: oben: Verkündigung an die Hirten; unten: Darstellung Jesu im Tempel.
- fol. 17r: oben: Die Heiligen drei Könige bei Herodes; unten: Anbetung der Heiligen drei Könige.
- fol. 18v: oben: Kindermord in Bethlehem; unten: Flucht nach Ägypten – eine möglicherweise nach dem Vorbild des Psalters gestaltete Darstellung dieser Szene, bei der nicht Maria, sondern Joseph das Jesuskind trägt, findet sich auf dem rechten Fenster im Chor der Kathedrale von Laon.[5]
- fol. 19r: oben: Taufe Jesu, bei der die Taube ein Salbgefäß im Schnabel hält; unten: Versuchung Jesu.
- fol. 20v: ganzsseitig: Verklärung des Herrn.
- fol. 21r: oben und unten: Jesus und die Ehebrecherin.
- fol. 22v: oben: Auferweckung des Lazarus; unten: Einzug in Jerusalem.
- fol. 23r: oben: Abendmahl Jesu – Judas hockt unter dem Tisch, greift in die Schüssel und führt gleichzeitig eine Hostie zum Mund, während Jesus den übrigen, am Tisch aufgereihten Jüngern Hostie und Kelch reicht; unten: Fußwaschung.
- fol. 24v: oben und unten: Jesus im Garten Getsemane.
- fol. 25r: oben: Judaskuss; unten: Jesus vor Pontius Pilatus.
- fol. 26v: oben: Geißelung; unten: Kreuztragung.
- fol. 27r: oben: Kreuzigung – rechts und links von der Kreuzigungsgruppe Ecclesia und Synagoge; unten: Kreuzabnahme.
- fol. 28v: oben: Waschung und Salbung des Leichnams; unten: Die Frauen am leeren Grab.
- fol. 29r: oben: Christus in der Vorhölle, wo er Adam und Eva und die Heiligen drei Könige erlöst; unten: Jesus erscheint Maria Magdalena (Noli me tangere).
- fol. 30v: oben: Emmaus; unten: Maria Magdalena berichtet den Jüngern von der Auferstehung Christi.
- fol. 31r: oben: Der ungläubige Thomas; unten: Himmelfahrt Christi.
- fol. 32v: ganzseitig: Pfingsten
- fol. 33r: ganzseitig: Jüngstes Gericht
- fol. 34r: oben: Marienkrönung; unten: Marientod.
- fol. 35v: oben: Theophilus schließt einen Pakt mit dem Teufel; unten: Maria erscheint dem reuigen Theophilus vor einem Altar.
- fol. 36r: oben: Maria entreißt dem Teufel den Vertrag; unten: Maria gibt Theophilus den Vertrag zurück.

Während die in einigen Bildern wiedergegebenen Zitate lateinisch sind, sind die nachträglich in Goldschrift über bzw. unter dem Rahmen der einzelnen Bilder angebrachten Kommentare französisch. Sie werden demselben Schreiber zugeschrieben, der auch die Heiligentage im Kalender in Goldschrift einfügte.

#### Wurzel Jesse
Die Wurzel Jesse, eine Darstellung des Stammbaums Jesu als Lebensbaum, ist auf die Hauptfiguren verkürzt: Über dem auf einem Bett liegenden Isai sind im Mittelstamm König David mit einer Fidel und sein Sohn König Salomo als Dichter des Hohenlieds mit einer Harfe abgebildet. Danach folgen gleich Maria und als oberster in einer von den Ästen gebildeten Mandorla der thronende Jesus in der Majestas Domini, umgeben von sieben Tauben, die die aus der Vulgatafassung von Jes 11,2–3  abgeleiteten sieben Gaben des Heiligen Geistes symbolisieren, und zwei Engeln. Gerahmt wird der Lebensbaum von vier Propheten, auf der linken Seite Amos, Daniel und Maleachi, jeweils mit Spruchbändern, die einen auf Jesus Christus bezogenen Vers enthalten; auf der rechten Seite befinden sich außer dem Propheten Ezechiel eine Sibylle, beide mit Spruchband, sowie ein am Choschen als Hohepriester zu erkennender Mann mit Lilienzweig. Neben jedem Kopf dieser sechs Personen ist eine Taube als Symbol des Heiligen Geistes abgebildet. Anders als bei den biblischen Propheten und dem Priester ist der Kopf der Sibylle aber nicht von einem Heiligenschein umgeben.

#### Theophilus-Legende
Die Theophilus-Legende, die auf den letzten vier, deutlich schlichter gehaltenen Bildern im Zusammenhang des Marienzyklus wiedergegeben ist, erzählt von dem Archidiakon Theophilus von Adana, der 537 aus Bescheidenheit die Wahl zum Bischof ausschlägt. Dann aber setzt der stattdessen gewählte Bischof Theophilus ab, worauf dieser aber einen Teufelspakt schließt, um nun doch Bischof zu werden. Kaum ist er Bischof, wird er von Reue ergriffen. Nach vierzigtägigem Fasten erscheint ihm die Gottesmutter am Altar. Durch ihre Fürbitte bei Gott erhält er Absolution. Die Geschichte ist in dem Legendenbuch von Hrotsvit von Gandersheim aus dem 10. Jahrhundert enthalten und war das gesamte Mittelalter hindurch beliebt, wie auch das niederdeutsche Theophilus-Spiel aus dem 15. Jahrhundert zeigt. Besonders in Frankreich im 13. Jahrhundert wurde die Legende häufig in Kirchen abgebildet, beispielsweise in dem auf 1215 datierten linken Fenster der Ostwand der Kathedrale von Laon.

### Psalter
Der eigentlich Psalter beginnt mit einer ganzseitigen B-Initiale für Beatus vir, den Beginn des 1. Psalms. Sie zeigt die Salbung Davids durch den Propheten Samuel. Auch einige weitere Initialen der Psalmen zeigen Szenen aus dem Leben der Königs und Psalmdichters David, sind jedoch deutlich kleiner. Die übrigen Initialen sind rein ornamental. Zudem wird jeder einzelne Vers durch einen abwechselnd blau und golden geschriebenen Buchstaben eingeleitet.

## Herstellung
Der Name des Malers der Miniaturen im Psalter ist nicht bekannt, daher wird er in Fachkreisen mit dem Notnamen Meister des Ingeborg-Psalters bezeichnet. Seine dreidimensionale Darstellung der Figuren und deren ausdrucksvolle Gestik heben sein Werk aus der Epoche hervor und weisen bereits auf Stil-Elemente, die dann die Frühgotik prägen werden. Florian Deuchler nimmt an, dass zwei Maler an der Herstellung der Miniaturen beteiligt waren, von denen der ältere sich noch mehr an der byzantinischen Kunst orientierte, während erst der jüngere, dem er das u. a. Pfingstbild zuschreibt, sich über den strengen romanischen Stil hinausentwickelte.
Die im Kalender aufgeführten Heiligen und in der Litanei im Gebetsteil sind teilweise im nordfranzösischen oder flandrischen Raum, besonders in Vermandois und Noyon, zu verorten, etwa Amand von Maastricht oder die heilige Genoveva von Paris. Auffällig ist auch die herausragende Rolle der Maria Magdalena in den Miniaturen, die auf den Magdalenenkult in Soissons hinweisen könnt. Eine Herkunft aus dem nordöstlichen Frankreich scheint dabei wahrscheinlich, auch wenn sich aus der Auswahl der Heiligen keine eindeutige „kirchengeographische Einordnung“ ergibt.

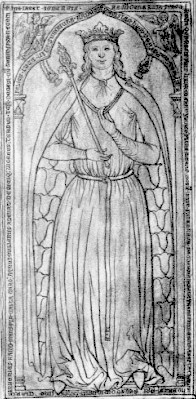
Grabplatte der Ingeborg von Dänemark in Saint-Jean-sur-l’Isle bei Corbeil

Ingeborg war die Tochter des dänischen Königs Waldemar I. Es wird angenommen, dass Waldemar I. bereits um 1170 für seinen Sohn Knut VI. ein ähnliches Andachtsbuch, den Kopenhagener Psalter, in Nordengland anfertigen ließ. Die Zuordnung des Psalters an Ingeborg wird belegt durch vier spätere Eintragungen im Kalender: die Sterbedaten von Ingeborgs Eltern Waldemar I. (12. Mai 1182) und Sophia von Minsk (5. Mai 1198) und von Ingeborgs Hofdame Eleonore von Vermandois (13. Juni 1213) sowie der Tag der für Philipp siegreichen Schlacht bei Bouvines am 27. Juli 1214. Ingeborg wurde am 15. August 1193 nach nur kurzen Verhandlungen mit Philipp II. Augustus verheiratet, der ein politisches Bündnis mit ihrem Bruder Knut VI. wünschte, Ingeborg aber aus unbekannten Gründen schon nach der Hochzeitsnacht verstieß. Erst nach Scheitern des Scheidungsverfahrens holte er sie 1213 wieder an den Hof. Florian Deuchler hält es daher für unwahrlich, dass der Psalter im Auftrag des Königs als Hochzeitsgeschenk geschaffen wurde. Stattdessen vermutet er Ingeborg selbst oder ihre Freundin Eleonore von Vermandois, die selbst ein heute als Morgan-Psalter bekanntes, um 1194 geschaffenes Andachtsbuch besaß, das große stilistische Ähnlichkeiten mit dem etwas jüngeren Ingeborg-Psalter aufweist, als Auftragsgeberin. Möglich wäre auch, dass Bischof Stephan von Tournai, der Lehrer der dänischen Theologen Peter und Anders Sunesen, die die Hochzeit der dänischen Prinzessin mit dem französischen König aushandelten, im Auftrag des dänischen Königs die Herstellung der Handschrift beaufsichtigte.

## Spätere Geschichte des Kodex
Nach Ingeborgs Tod befand sich das Buch zunächst im Besitz der Könige. 1418 wird es im Inventar des Château de Vincennes aufgeführt, 1420 aber als vermisst angegeben. Erst im 17. Jahrhundert tauchte der Kodex wieder in England auf und gelangte 1649 an die Familie Mesmer. Eine im selben Jahr auf der ersten Seite niedergeschriebene Geschichte, die den Verbleib des Kodex’ während dieser drei Jahrhunderte erklären soll, gilt als Fälschung.

## Ausgaben
- Psautier d’Ingeburge de Danemark. ADEVA, Graz 1985, ISBN 3-201-01274-2 (2 Bde.).